# Asarum parviflorum
Asarum parviflorum là một loài thực vật có hoa trong họ Aristolochiaceae. Loài này được Regel mô tả khoa học đầu tiên năm 1866.